# Marat Safin
Marat Mubinovič Safin (in russo Марат Мубинович Сафин?; Mosca, 27 gennaio 1980) è un allenatore di tennis, ex tennista ed ex politico russo.
Ha vinto 15 tornei del circuito maggiore, tra cui due prove del Grande Slam (lo US Open nel 2000 e l'Australian Open nel 2005), ed è stato numero 1 al mondo per 9 settimane, tra la fine del 2000 e l'inizio del 2001. 
A 20 anni e 10 mesi è stato il più giovane numero uno del ranking mondiale, record poi battuto da Lleyton Hewitt e successivamente da Carlos Alcaraz (i tre sono tuttora gli unici giocatori ad avere raggiunto la leadership della classifica ATP prima di compiere i ventuno anni).
Anche la sorella Dinara Safina è stata tennista e numero uno al mondo; i due rappresentano pertanto l'unica coppia di fratelli numero 1 al mondo nella storia del tennis nelle rispettive categorie, ATP e WTA.

## Biografia
Nato a Mosca da genitori tatari entrambi ex tennisti e allenatori, Mubin Safin e Rauza Islanova, Marat inizia a giocare a tennis allo Spartak Tennis Club (Shiryaevka) della capitale russa, del quale il padre era gestore. Ha una sorella, Dinara, anch'ella tennista di successo e numero 1 al mondo. A 14 anni si trasferisce a Valencia, in Spagna, per completare la formazione tennistica. Safin è infatti tifoso del Valencia Club de Fútbol.
Safin in quanto tataro è musulmano e afferma: "Sono russo, ma sono musulmano al cento per cento. Tutti i musulmani sono appassionati, testardi. Abbiamo un temperamento sanguigno".

## Carriera

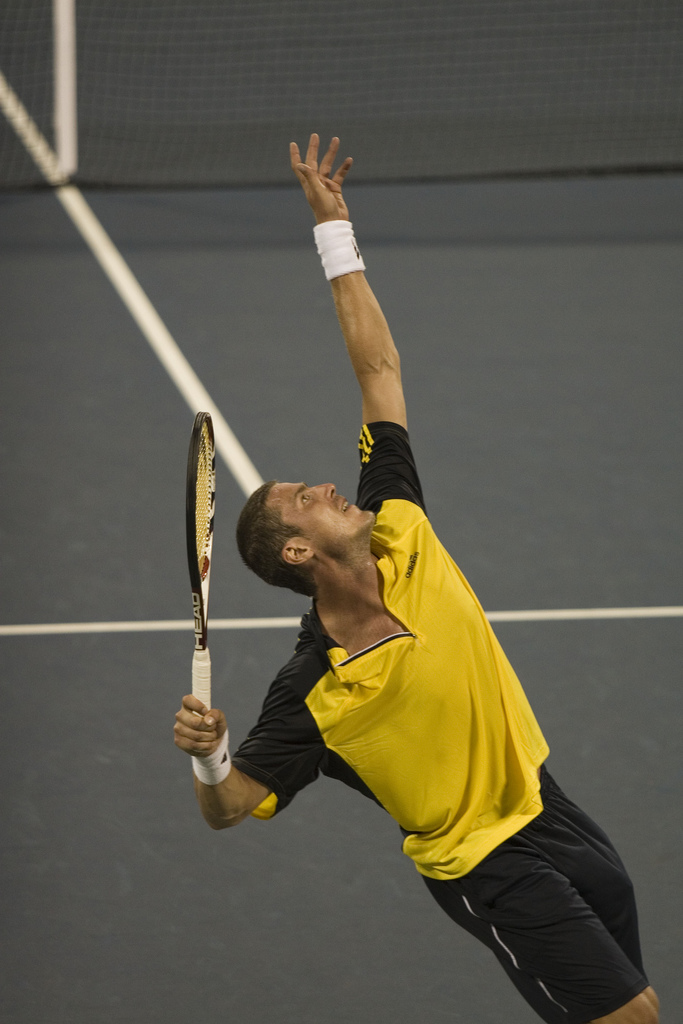
Marat Safin agli US Open 2008

Nel 2000 partecipa agli US open come testa di serie numero 6, si libera nei primi turni agevolmente di tennisti di alto livello, come Nicolas Kiefer, Tod Martin e Sebastien Grosjean, raggiungendo in finale l'allora testa di serie numero 4 del torneo e leggenda americana Pete Sampras, sconfiggendolo con un netto 6-3 6-3 6-4, rifilando una delle sconfitte più pesanti della carriera all'americano, il quale pronosticherà in Safin il nuovo dominatore del tennis moderno. Pronostico che si rivelerà sbagliato, in quanto il russo solo a tratti, causa problemi fisici e disciplinari, riuscirà a replicare un gioco così travolgente.
(Pete Sampras)
Ai problemi di convinzione e temperamento del russo si aggiunse un infortunio al ginocchio che lo tenne lontano dai campi di gioco per la quasi totalità della stagione 2003, rendendogli difficile trovare una condizione fisica ottimale.
Il successivo titolo del Grande Slam che si aggiudicò fu l'Australian Open del 2005, dove sconfisse in finale l'australiano Lleyton Hewitt per 1-6 6-3 6-4 6-4. In semifinale Safin, dopo averci perso in finale l'anno precedente, riuscì a sconfiggere al quinto set Roger Federer, annullando anche una palla del match nel tie-break del quarto set, e ponendo così fine alla striscia di 26 vittorie consecutive contro giocatori classificati fra i primi 10 del mondo del campione svizzero. Federer, nello stesso anno, sconfisse Safin in finale ad Halle.
Safin ha anche vinto cinque tornei Master Series: Toronto nel 2000, Madrid nel 2004 e per ben tre volte Parigi, nel 2000, 2002 e 2004.
Il 2006 è un anno piuttosto difficile per Safin che, a causa di problemi fisici, è impossibilitato a difendere il titolo conquistato all'Australian Open l'anno precedente. Inoltre vince una sola partita nei due successivi tornei dello Slam, perdendo poi agli ottavi dello US Open contro Tommy Haas. Negli ultimi tornei dell'anno il russo raggiunse inoltre la finale a Mosca (persa contro Davydenko) e i quarti ai Masters di Madrid e Mosca, perdendo rispettivamente contro Nalbandian e Haas. Grazie a questi risultati tornò ad occupare la posizione numero 26 del ranking, risalendo da una posizione di classifica inferiore al 100º posto. A dicembre ha vinto il match decisivo di Coppa Davis, permettendo alla Russia di vincere l'insalatiera.
Nel 2007 non vinse nessun torneo; i migliori risultati furono una semifinale al torneo di Las Vegas e due terzi turni in tornei dello Slam, agli Australian Open e a Wimbledon. Si ritirò anche dagli ultimi tornei della stagione a causa di problemi fisici. Si trasferì a Valencia con il nuovo allenatore.
I primi tornei del 2008 videro diverse sconfitte di Safin (secondo turno agli Australian Open, tre eliminazioni immediate nei tornei successivi). Dopo esser sceso di nuovo sotto i primi cento giocatori del ranking, raggiunge i quarti di finale del torneo di Monaco, nei quali perde contro il futuro vincitore Fernando González, e al terzo turno del German Open Hamburg, battuto da Moyá. A luglio del 2008 raggiunge per la prima volta nella sua carriera la semifinale del torneo di Wimbledon, eliminando, tra gli altri, Novak Đoković, al secondo turno. Il 12 ottobre del 2008, raggiunge la finale di un torneo ATP, al torneo di Mosca a distanza di quasi due anni dall'ultima (sempre disputata al torneo indoor moscovita), ma viene battuto con il punteggio di 6-7, 7-6, 3-6 dal connazionale Igor' Kunicyn.
Negli ultimi 3 anni di carriera ha cambiato 3 diversi allenatori: a metà del 2005 ha lasciato Peter Lundgren (ex coach anche di Federer) per il connazionale Aleksandr Volkov, ma la loro collaborazione è stata breve; nel 2007 Safin si è affidato a Gumy, che ha allenato Coria per diverso tempo.
Marat Safin ha confermato l'addio al tennis alla fine della stagione 2009, dicendo "Ho avuto alcune grandi annate, è il momento di fare altro". Nel suo ultimo match sulla terra battuta parigina il russo è stato sconfitto dal francese Josselin Ouanna per 7-6, 7-6, 4-6, 3-6, 10-8. Si è ufficialmente ritirato l'11 novembre al termine del match di 2º turno del Paris Masters battuto 6-4, 5-7, 6-4 dall'argentino del Potro il quale al termine del match, insieme ad altri colleghi come Đoković, Gilles Simon, Albert Costa e Marc Rosset hanno dato il loro tributo al campione commuovendo lo stesso Safin e il pubblico parigino.

## Caratteristiche tecniche

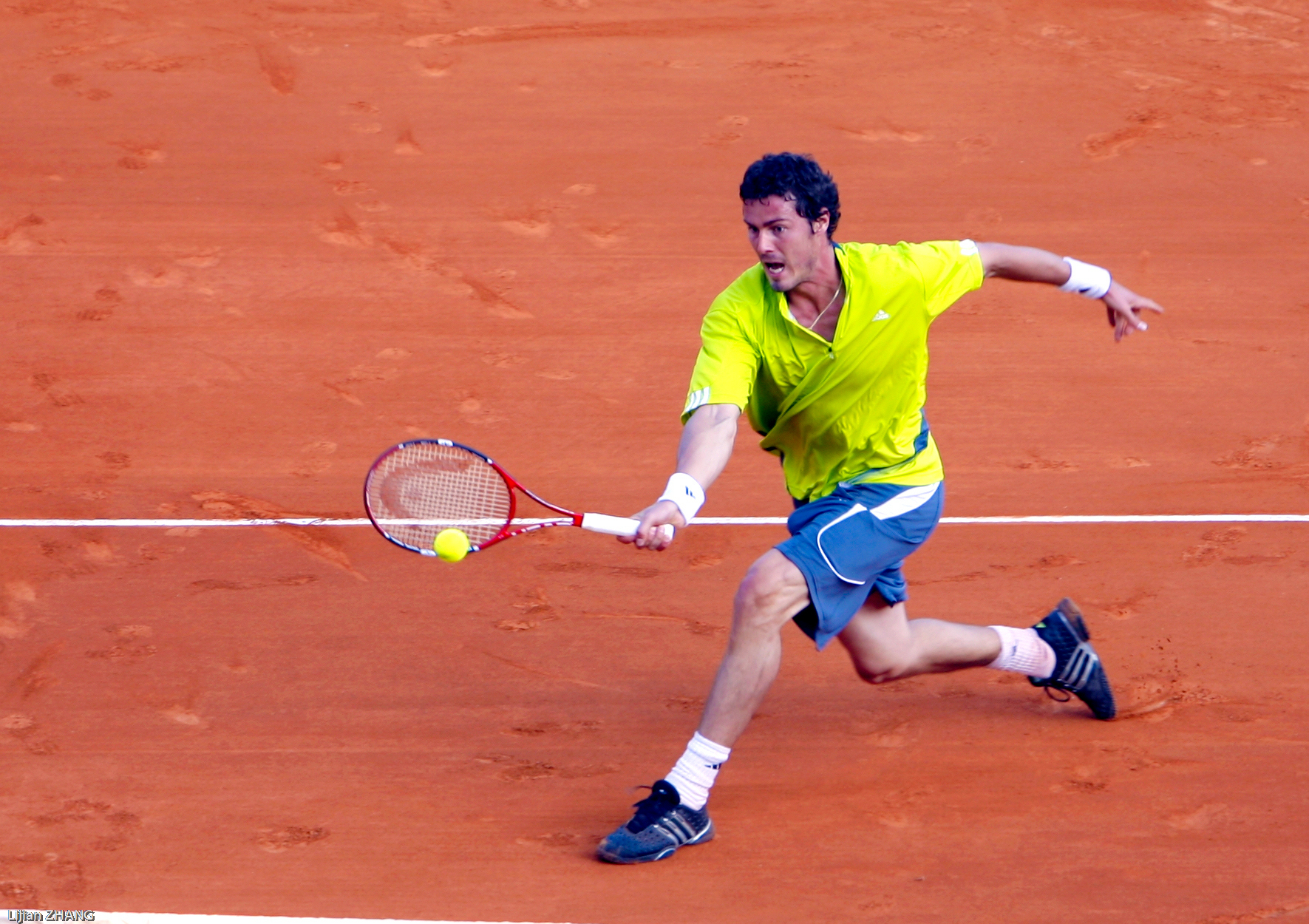
Marat Safin nel 2007

Tennista potente, abbinava, a uno stile di gioco prevalentemente offensivo da fondo campo, grande sensibilità nel tocco di palla, nelle volée e nelle smorzate. I punti più forti del suo gioco erano costituiti da una forte prima di servizio, spesso sopra i 200 km/h (anche in virtù di un'altezza oltre il metro e novanta) e dal rovescio bimane, con cui Safin era indifferentemente in grado di trovare entrambi gli angoli del campo.

## Carriera politica
Una volta ritiratosi dal tennis, Safin si candida alla Duma di Stato alle elezioni parlamentari russe del 2011 per Russia Unita di Vladimir Putin, risultando eletto rappresentante dell'Oblast' di Nižnij Novgorod. Oltre ad occuparsi di tennis, sport e scuole, diviene presidente della commissione Associazioni Pubbliche e Organizzazioni Religiose.
Safin supporta inoltre la legge che impedisce ai cittadini statunitensi di adottare orfani russi.
Rieletto nel 2016, rassegna le dimissioni nel maggio del 2017 perché, entrato nella Tennis Hall of Fame l'anno precedente, non riesce a conciliare obblighi di governo con quelli di rappresentanza sportiva.

## Statistiche

### Finali Slam (4)

#### Vinte (2)
| Anno | Torneo                     | Avversario in finale | Punteggio          |
| 2000 | US Open, New York          | Pete Sampras         | 6-4, 6-3, 6-3      |
| 2005 | Australian Open, Melbourne | Lleyton Hewitt       | 1–6, 6–3, 6–4, 6–4 |

#### Perse (2)
| Anno | Torneo                         | Avversario in finale | Punteggio              |
| 2002 | Australian Open, Melbourne (1) | Thomas Johansson     | 6–3, 4–6, 4–6, 6(4) -7 |
| 2004 | Australian Open, Melbourne (2) | Roger Federer        | 6(3)–7, 4–6, 2–6       |

### Singolare

#### Vittorie (15)
| Legenda                                                     |
| Slam (2)                                                    |
| Tennis Masters Cup / Grand Slam Cup (0)                     |
| ATP Super 9 / Masters Series (5)                            |
| ATP Championship Series / ATP International Series Gold (1) |
| ATP World Series / ATP International Series (7)             |

| Titoli per superficie |
| Cemento (10)          |
| Terra rossa (2)       |
| Erba (0)              |
| Sintetico (3)         |

| Progressione | Data              | Torneo                                   | Superficie  | Avversario in finale | Punteggio                     |
| 1.           | 23 agosto 1999    | U.S. Pro Tennis Championships, Boston    | Cemento     | Greg Rusedski        | 6-4, 7-6(11)                  |
| 2.           | 24 aprile 2000    | Torneo Godó, Barcellona                  | Terra rossa | Juan Carlos Ferrero  | 6-3, 6-3, 6-4                 |
| 3.           | 1º maggio 2000    | Majorca Open, Maiorca                    | Terra rossa | Mikael Tillström     | 6-4, 6-3                      |
| 4.           | 31 luglio 2000    | Canada Open, Toronto                     | Cemento     | Harel Levy           | 6-2, 6-3                      |
| 5.           | 28 agosto 2000    | US Open, New York                        | Cemento     | Pete Sampras         | 6-4, 6-3, 6-3                 |
| 6.           | 11 settembre 2000 | Tashkent Open, Tashkent (1)              | Cemento     | Davide Sanguinetti   | 6-3, 6-4                      |
| 7.           | 6 novembre 2000   | St. Petersburg Open, San Pietroburgo (1) | Cemento     | Dominik Hrbatý       | 2-6, 6-4, 6-4                 |
| 8.           | 13 novembre 2000  | Paris Masters, Parigi (1)                | Sintetico   | Mark Philippoussis   | 3-6, 7-6(7), 6-4, 3-6, 7-6(8) |
| 9.           | 10 settembre 2001 | Tashkent Open, Tashkent (2)              | Cemento     | Evgenij Kafel'nikov  | 6-2, 6-2                      |
| 10.          | 22 ottobre 2001   | St. Petersburg Open, San Pietroburgo (2) | Cemento     | Rainer Schüttler     | 3-6, 6-3, 6-3                 |
| 11.          | 28 ottobre 2002   | Paris Masters, Parigi (2)                | Sintetico   | Lleyton Hewitt       | 7-6(4), 6-0, 6-4              |
| 12.          | 13 settembre 2004 | China Open, Pechino                      | Cemento     | Michail Južnyj       | 7-6(4), 7-5                   |
| 13.          | 18 ottobre 2004   | Mutua Madrileña Madrid Open, Madrid      | Cemento     | David Nalbandian     | 6-2, 6-4, 6-3                 |
| 14.          | 1º novembre 2004  | Paris Masters, Parigi (3)                | Sintetico   | Radek Štěpánek       | 6-3, 7-6(5), 6-3              |
| 15.          | 17 gennaio 2005   | Australian Open, Melbourne               | Cemento     | Lleyton Hewitt       | 1-6, 6-3, 6-4, 6-4            |

#### Finali perse (12)
| Legenda                                                     |
| Grande Slam (2)                                             |
| Tennis Masters Cup / Grand Slam Cup (0)                     |
| ATP Super 9 / Masters Series (3)                            |
| ATP Championship Series / ATP International Series Gold (3) |
| ATP World Series / ATP International Series (4)             |

| Progressione | Data             | Torneo                                          | Superficie       | Avversario in finale | Punteggio                  |
| 1.           | 7 novembre, 1999 | Paris Masters, Parigi                           | Sintetico indoor | Andre Agassi         | 6(1)-7, 2-6, 6-4, 4-6      |
| 2.           | 21 maggio 2000   | Hamburg Masters, Amburgo (1)                    | Terra rossa      | Gustavo Kuerten      | 4-6, 7-5, 4-6, 7-5, 6(3)-7 |
| 3.           | 20 agosto 2000   | Indianapolis Tennis Championships, Indianapolis | Cemento          | Gustavo Kuerten      | 6-3, 6(2)-7, 6(2)-7        |
| 4.           | 4 febbraio 2001  | Dubai Tennis Championships, Dubai               | Cemento          | Juan Carlos Ferrero  | 2-6, 1-3 rit.              |
| 5.           | 27 gennaio 2002  | Australian Open, Melbourne (1)                  | Cemento          | Thomas Johansson     | 6-3, 4-6, 4-6, 6(4)-7      |
| 6.           | 19 maggio 2002   | Hamburg Masters, Amburgo (2)                    | Terra rossa      | Roger Federer        | 1-6, 3-6, 4-6              |
| 7.           | 27 aprile 2003   | Torneo Godó, Barcellona                         | Terra rossa      | Carlos Moyá          | 7-5, 2-6, 2-6, 0-3 rit.    |
| 8.           | 1º febbraio 2004 | Australian Open, Melbourne (2)                  | Cemento          | Roger Federer        | 6(3)-7, 4-6, 2-6           |
| 9.           | 18 aprile 2004   | Estoril Open Estoril                            | Terra rossa      | Juan Ignacio Chela   | 7-6(2), 3-6, 3-6           |
| 10.          | 12 giugno 2005   | Halle Open, Halle                               | Erba             | Roger Federer        | 4-6, 7-6(6), 4-6           |
| 11.          | 9 ottobre 2006   | Kremlin Cup, Mosca (1)                          | Sintetico indoor | Nikolaj Davydenko    | 4-6, 7-5, 4-6              |
| 12.          | 12 ottobre 2008  | Kremlin Cup, Mosca (2)                          | Cemento indoor   | Igor' Kunicyn        | 6(6)-7, 7-6(4), 3-6        |

### Doppio

#### Vittorie (2)
- 2001: Gstaad (con Roger Federer)
- 2007: Mosca (con Dmitrij Tursunov)

#### Finali perse (4)
- 1999: Mosca (con Andrij Medvedjev)
- 2001: San Pietroburgo (con Irakli Labadze)
- 2002: San Pietroburgo (con Irakli Labadze)
- 2005: Halle (con Joachim Johansson)